# Luxemburgo no Festival Eurovisão da Canção 1971
O Luxemburgo participou no Festival Eurovisão da Canção em 1971. O seu representante foi Monique Melsen, com a música  Pomme, Pomme, Pomme.
A canção obteve 70 pontos, ficando em 13º lugar na classificação e foi gravada nesse mesmo ano no formato vinyl.